# Demontagepuzzel

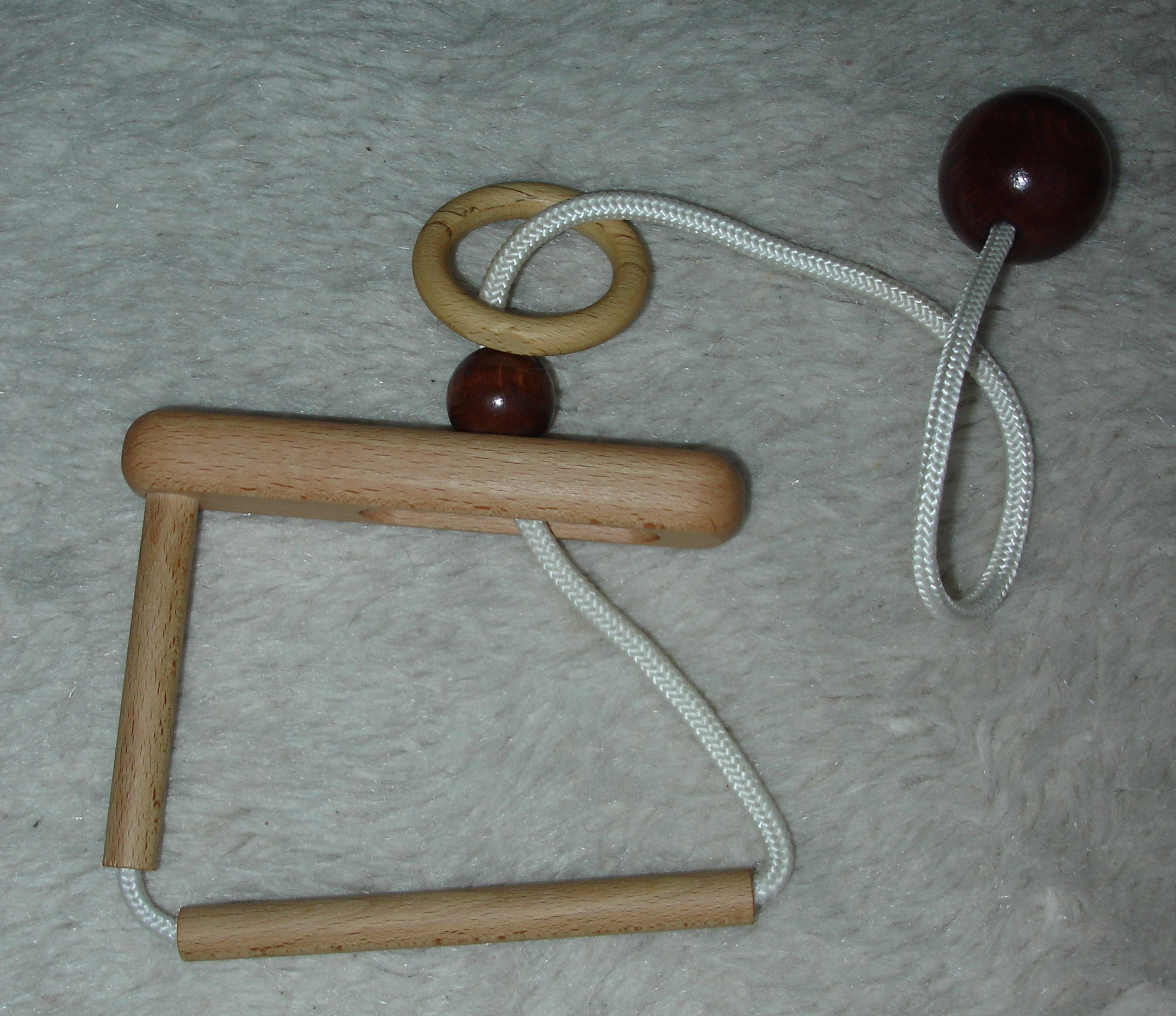
Haal de houten ring van het koord af

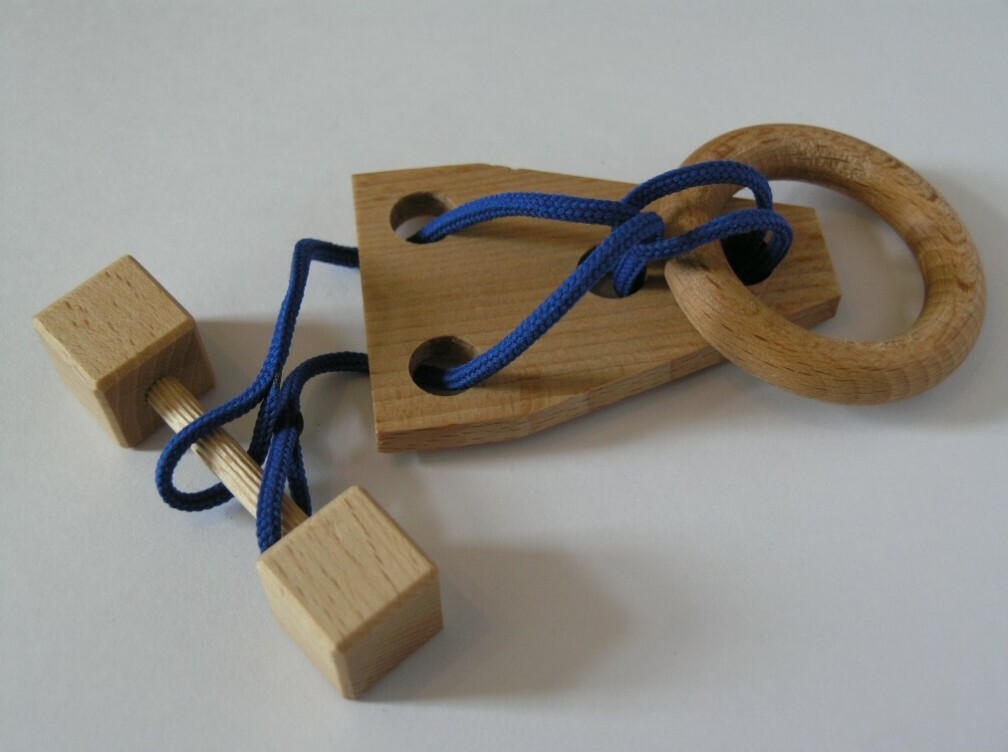

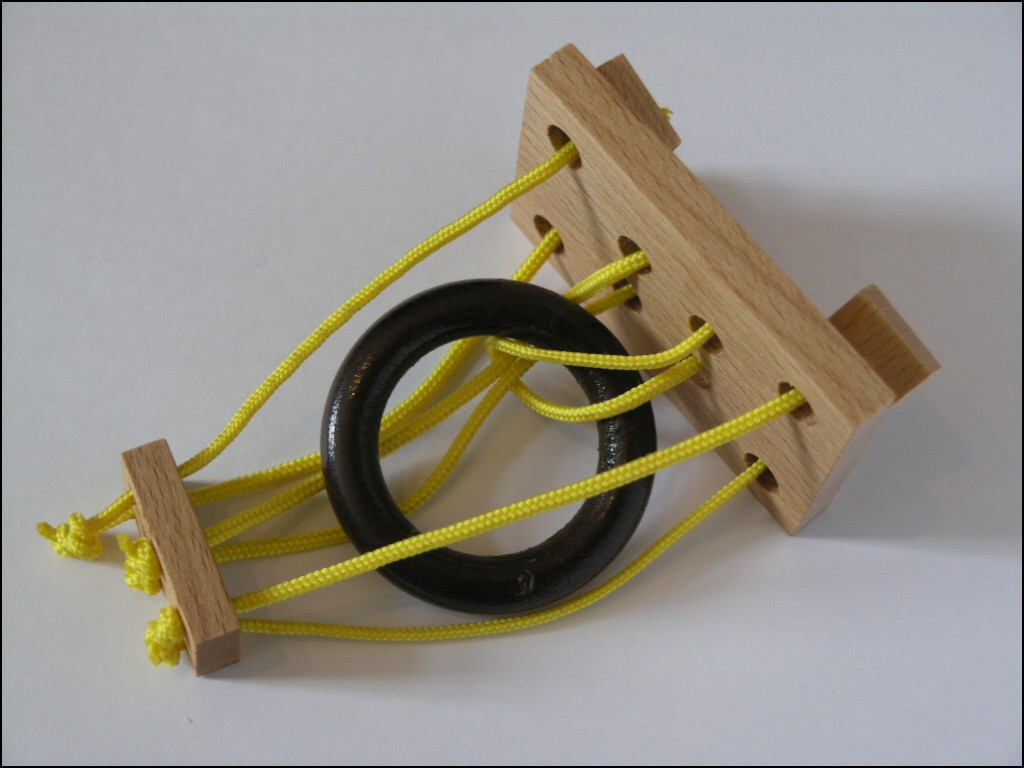

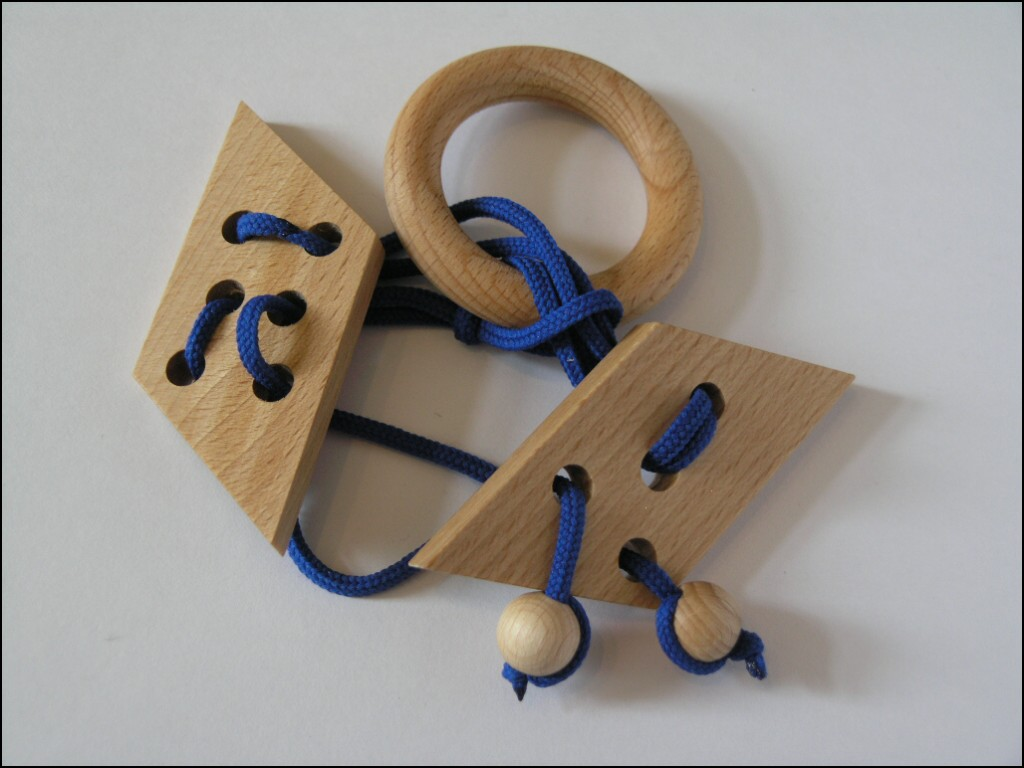

Een demontagepuzzel is een puzzel die bestaat uit een aantal onderdelen, bijvoorbeeld een metalen constructie met een touwtje eromheen, die op het eerste gezicht niet uit elkaar kunnen worden gehaald. Het is de bedoeling uit te zoeken hoe men te werk moet gaan om dat toch voor elkaar te krijgen. Daarna is het meestal weer net zo moeilijk de constructie weer in elkaar te zetten.